# 母ちゃんの牧場
『母ちゃんの牧場』（かあちゃんのぼくじょう）は、東海テレビ制作・フジテレビ系列で、1984年10月1日～12月28日に放送された昼ドラマである。

## 概要
心を閉ざした人々が訪れる北海道にある牧場の物語。

## キャスト
- 八重 - 林美智子[1]
- 船越英一郎[1]
- 佐藤允[1]
- 北見治一
- 塩沢とき
- 川地民夫[1]
- 白川和子[1]
- 市原悦子[1]
- 浜田光夫
- 今出川西紀
- 麻生えりか
- 木田三千雄
- 佐藤万理
- 立花房子
- 久保田民絵
- 梢 - 清水千恵子

## 主題歌
「北の空Love Song」
作詞 - 真船寛之、たかひらゆたか / 作曲 - 小杉保夫 / 歌 - 白鳥座
レーベル - FREE FLIGHT

## スタッフ
- 演出:江崎実生、井村次雄
- 脚本:田代淳二[1]、布勢博一[1]